# Riedenburg
Riedenburg – miasto w Niemczech, w kraju związkowym Bawaria, w rejencji Dolna Bawaria, w regionie Ratyzbona, w powiecie Kelheim. Leży około 15 km na północny zachód od Kelheim, nad rzeką Altmühl, przy trasie rowerowej pięciu rzek.

## Historia

### Kalendarium
- 1111 - najstarsza zachowana wzmianka o osadzie

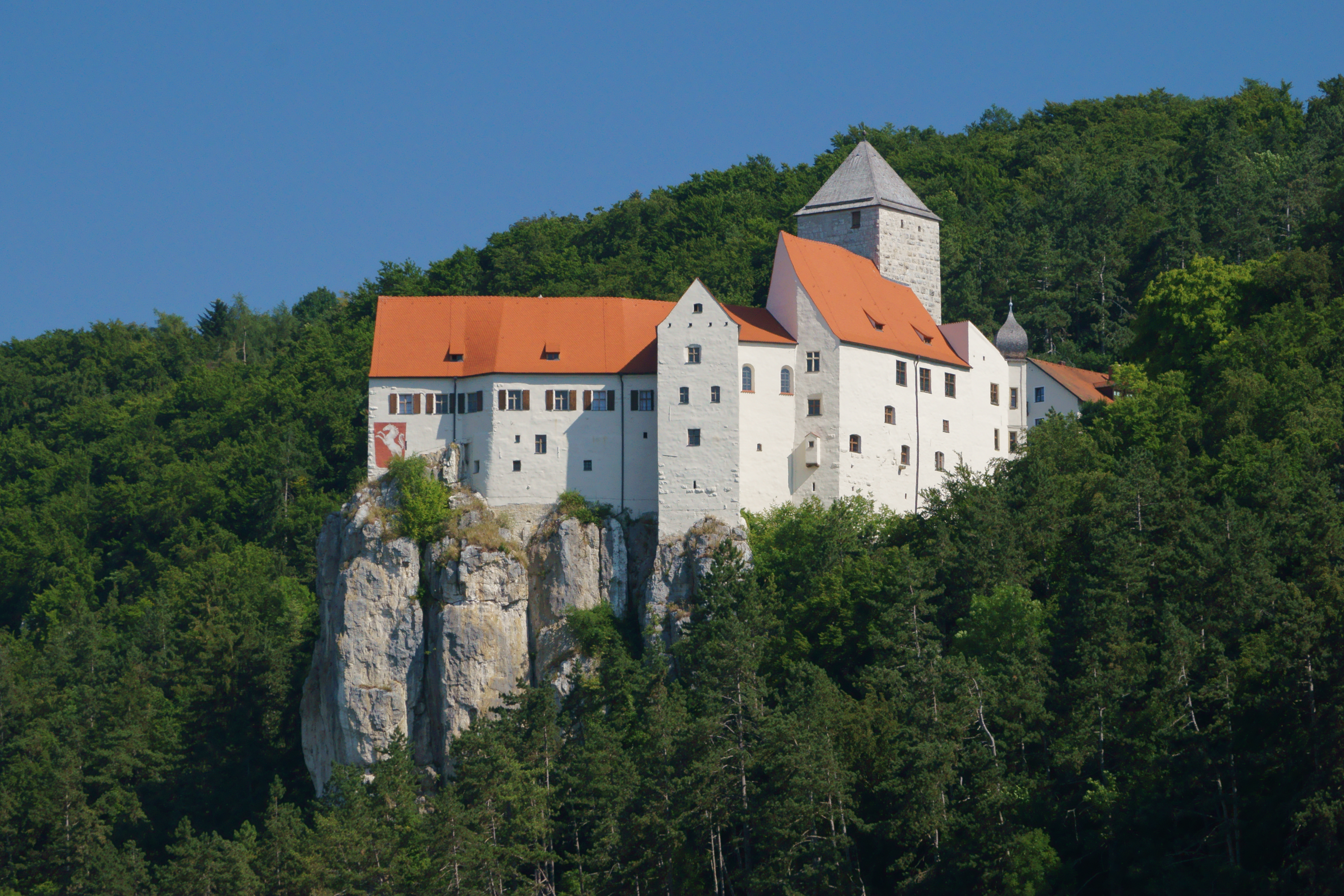
Zamek Prunn

- 1231 - nadanie praw targowych
- 1329 - nadanie praw miejskich